# Найтли, Кира
Ки́ра Кристи́на На́йтли (англ. Keira Christina Knightley; род. 26 марта 1985, Теддингтон, Лондон, Англия, Великобритания) — британская актриса. Двукратная номинантка на премии «Оскар» и BAFTA, трехкратная номинантка на премию «Золотой глобус» и номинантка на премию Американской Гильдии киноактёров и награду Лоренса Оливье. 
Известна по ролям в таких фильмах и сериалах, как «Деревенский роман», «Чисто английское убийство», «Невинная ложь», «Звёздные войны. Эпизод I: Скрытая угроза», «Дочь Робин Гуда: Принцесса воров», «Играй как Бекхэм», «Доктор Живаго», «Реальная любовь», «Король Артур», «Гордость и предубеждение», «Искупление», «Герцогиня», «Не отпускай меня», «Опасный метод», «Анна Каренина», «Хоть раз в жизни», «Игра в имитацию», «Призрачная красота», «Колетт», «Опасные секреты», «Последствия», а также по роли Элизабет Суонн в серии фильмов «Пираты Карибского моря».

## Ранние годы и образование
Родилась в семье актёров Уилла Найтли и Шерман Макдональд; её отец англичанин, а мать имеет шотландские и валлийские корни. К тому времени у пары уже был сын Калеб (род. 1979). Родители назвали девочку в честь советской фигуристки Киры Ивановой.
Уже в три года Кира попросила родителей, чтобы у неё, как и у них, появился собственный агент. Родители пообещали выполнить просьбу дочери, если та будет прилежно учиться. Свою часть сделки Кира выполняла добросовестно и старательно училась. Актриса вспоминает себя отличницей-зубрилкой, которая знала ответы на все вопросы и всегда первой поднимала руку. Её целью был успех в школе. Отчасти потому что ей самой очень хотелось преодолеть врождённую дислексию (нарушения чтения и письма). Но, помимо этого, Кира стремилась к карьере актрисы. Для этого, кроме учёбы, во время школьных каникул девочка усердно и подолгу занималась актёрским мастерством.

## Актёрская карьера

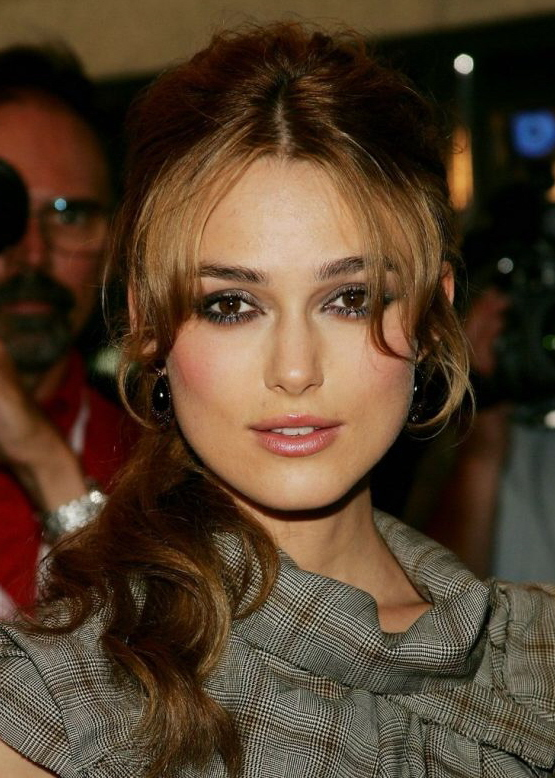
На Кинофестивале Торонто в 2005 году

Когда Кире исполнилось шесть лет, у неё появился собственный агент, в семь она уже дебютировала в фильме «Royal Celebration» в роли маленькой девочки. К одиннадцати годам в её портфолио значились участие в мини-телесериалах и телешоу, транслировавшихся по европейским каналам, а также небольшие роли в фильмах «Деревенское дело» (1994), «Невинная ложь» (1995), «Искатели сокровищ» (1996) и «Возвращение домой» (1998) с Питером О’Тулом в главной роли.
Во многом актрисе помогло её внешнее сходство с Натали Портман, исполнительницей роли Королевы Амидалы в фильме «Звёздные войны. Эпизод I: Скрытая угроза» (1999). В гриме Киру Найтли и Натали Портман не могли отличить даже родные матери. Джордж Лукас пригласил её на роль двойника Королевы — Сабе. Более того, на съёмочной площадке Кире иногда приходилось подменять и саму Портман. После выхода фильма этот факт был замечен только специалистами и внимательными зрителями, а многие были уверены, что обе роли — и Амидалу, и Сабе — сыграла Натали Портман.

### Признание

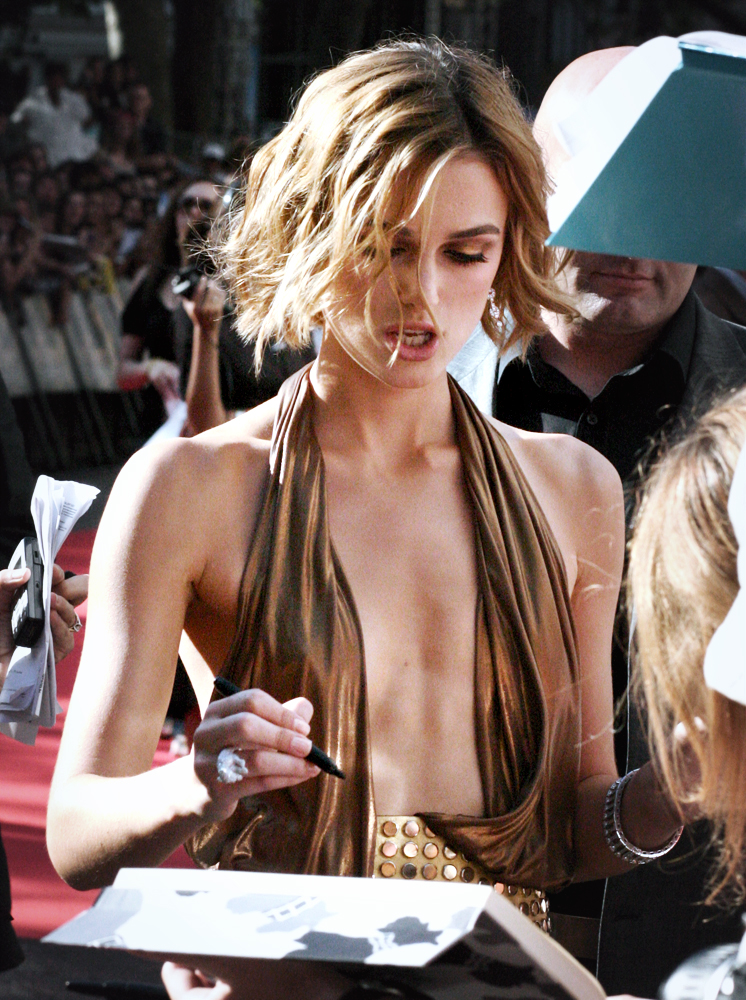
На премьере фильма «Пираты Карибского моря: Сундук мертвеца» (2006)

Первая серьёзная роль в британском сериале «Оливер Твист» (1999), роль Лары в телефильме «Доктор Живаго», небольшая роль в фильме «Яма» (2001), первая главная роль в фильме «Дочь Робин Гуда: Принцесса воров» (2001). И, наконец, прорыв — одна из главных ролей в фильме «Играй как Бекхэм» (2002), где Кира Найтли сыграла девочку-подростка. Фильм собрал в мировом прокате 76 млн долларов, «отбив» вложенную в него сумму более чем 20 раз, и принёс актрисе долгожданную известность.
Признание, слава и популярность принесли с собой поток новых предложений и выгодных контрактов. Учёба в колледже, куда в 2002 году Кира Найтли поступила, чтобы изучать классику, английскую литературу и историю, оказалась несовместимой с карьерой артистки. Найтли оставила колледж, хотя сказала, что она планирует закончить обучение.
В 2003 году восемнадцатилетняя Кира Найтли исполнила главную женскую роль в «Пираты Карибского моря: Проклятие Чёрной жемчужины». Появление на экране в компании Джонни Деппа и Орландо Блума не только сделало актрису популярной, но и вплотную подвело к ступеням голливудского Олимпа. После этого актриса снялась в двух последующих сиквелах «Пиратов Карибского моря». Именно роль Элизабет сделала Киру очень популярной. Далее были съёмки в «Реальной любви» (2003), «Короле Артуре» (2004), «Пиджаке» (2005) и «Домино» (2005). За роль Элизабет Беннет в картине Джо Райта «Гордость и предубеждение» (2005), снятой по роману Джейн Остин, двадцатилетняя Кира Найтли была выдвинута на премии «Оскар» и «Золотой глобус» в категории «Лучшая актриса», став третьей самой юной номинанткой на награду Американской киноакадемии в этой категории. В 2007 году Кира продолжила сотрудничество с Джо Райтом, исполнив главную роль вместе с шотландским актёром Джеймсом Макэвоем в мелодраме «Искупление», снятой Джо Райтом по одноимённому роману Иэна Макьюэна. Предпремьерный показ фильма прошёл 29 августа на открытии международного Венецианского кинофестиваля. За исполнение своих ролей Найтли и Макэвой получили актёрские номинации на премии BAFTA и «Золотой глобус» в категориях «Лучшая актриса» и «Лучший актёр» соответственно. В общей сложности, фильм получил семь номинаций и две премии «Золотой глобус» («Лучшая драматическая картина» и «Лучшая оригинальная музыка»), четырнадцать номинаций и две премии BAFTA («Лучшая картина» и «Лучшее художественное оформление»), а также семь номинаций и одну премию «Оскар» («Лучшая оригинальная музыка»). В 2012 году Кира Найтли воссоединилась с Джо Райтом, чтобы исполнить роль Анны Карениной в одноимённом фильме по роману Льва Толстого. За эту роль она была номинирована на Премию Европейской киноакадемии в категории «Лучшая актриса» в 2013 году. Так же в 2012 году Найтли снялась вместе со Стивом Кареллом в комедийной драме «Ищу друга на конец света», которую критики не оценили.

## Общественная деятельность
Озвучила дневник 12-летней харьковчанки, которая в первые дни войны вместе с бабушкой пряталась в подвале от бомбёжек и обстрелов и описывала всё, что с ней происходило.

## Личная жизнь
В 2001—2003 годы встречалась с актёром Дель Синноттом, с которым познакомилась на съёмках фильма «Дочь Робина Гуда: Принцесса воров»; в 2003—2005 годы встречалась с моделью и актёром Джейми Дорнаном. С 2005 по декабрь 2010 года состояла в отношениях с актёром Рупертом Френдом, коллегой по фильму «Гордость и предубеждение».
В феврале 2011 Найтли начала встречаться с музыкантом Джеймсом Райтоном. Они поженились 4 мая 2013 года в Мазане, Франция. У супругов есть две дочери: Эди Райтон (род. в мае 2015 года) и Делайла Райтон (род. в августе 2019 года).

## Актёрские работы

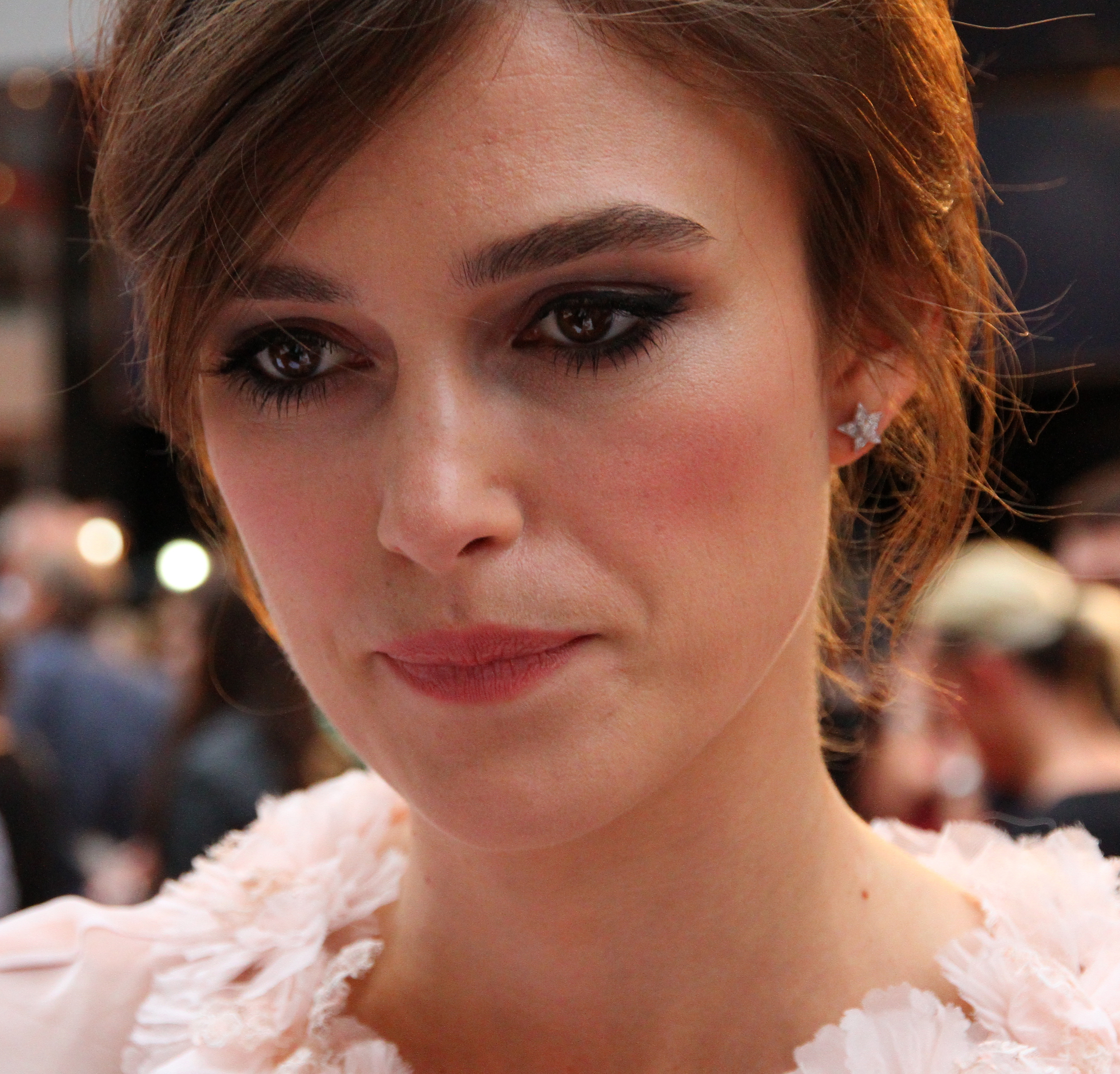
Кира Найтли в 2012 году

## Награды и номинации
В 2018 году удостоена Ордена Британской империи за заслуги в театральном искусстве и благотворительность.
| Награды и номинации                                | Награды и номинации | Награды и номинации                                | Награды и номинации                                | Награды и номинации |
| Награда                                            | Год                 | Категория                                          | Фильм                                              | Итог                |
| -------------------------------------------------- | ------------------- | -------------------------------------------------- | -------------------------------------------------- | ------------------- |
| Оскар                                              | 2005                | Лучшая актриса главной роли                        | Гордость и предубеждение                           | Номинация           |
| Оскар                                              | 2015                | Лучшая актриса второстепенной роли                 | Игра в имитацию                                    | Номинация           |
| Сатурн                                             | 2004                | Лучшая киноактриса второго плана                   | Пираты Карибского моря: Проклятие Чёрной жемчужины | Номинация           |
| Сатурн                                             | 2004                | Cinescape Genre Face of the Future Award           | Пираты Карибского моря: Проклятие Чёрной жемчужины | Номинация           |
| BAFTA                                              | 2008                | Лучшая актриса главной роли                        | Искупление                                         | Номинация           |
| BAFTA                                              | 2015                | Лучшая актриса второстепенной роли                 | Игра в имитацию                                    | Номинация           |
| Bordeaux International Festival of Women in Cinema | 2002                | Лучшая актриса (Полнометражная комедия)            | Играй как Бекхэм                                   | Награда             |
| Премия британского независимого кино               | 2005                | Entertainment Personality Award                    |                                                    | Награда             |
| Премия британского независимого кино               | 2008                | Лучшая актриса                                     | Герцогиня                                          | Номинация           |
| Премия британского независимого кино               | 2010                | Лучшая киноактриса второго плана                   | Не отпускай меня                                   | Номинация           |
| Выбор критиков                                     | 2006                | Лучшая актриса                                     | Гордость и предубеждение                           | Номинация           |
| Выбор критиков                                     | 2015                | Лучшая актриса второго плана                       | Игра в имитацию                                    | Номинация           |
| Character and Morality in Entertainment Awards     | 2006                | Camie                                              | Гордость и предубеждение                           | Награда             |
| Ассоциация кинокритиков Чикаго                     | 2006                | Лучшая актриса                                     | Гордость и предубеждение                           | Номинация           |
| Империя                                            | 2002                | Лучший дебют                                       | Яма                                                | Номинация           |
| Империя                                            | 2003                | Лучшая британская актриса                          | Играй как Бекхэм                                   | Номинация           |
| Империя                                            | 2004                | Лучшая британская актриса                          | Пираты Карибского моря: Проклятие Чёрной жемчужины | Номинация           |
| Империя                                            | 2005                | Лучшая британская актриса                          | Король Артур                                       | Номинация           |
| Империя                                            | 2006                | Лучшая актриса                                     | Гордость и предубеждение                           | Номинация           |
| Империя                                            | 2007                | Лучшая актриса                                     | Пираты Карибского моря: Сундук мертвеца            | Номинация           |
| Империя                                            | 2008                | Лучшая актриса                                     | Искупление                                         | Награда             |
| Золотой глобус                                     | 2005                | Лучшая актриса главной роли — комедия или мюзикл   | Гордость и предубеждение                           | Номинация           |
| Золотой глобус                                     | 2008                | Лучшая актриса главной роли в драматическом фильме | Искупление                                         | Номинация           |
| Золотой глобус                                     | 2015                | Лучшая актриса второстепенной роли                 | Игра в имитацию                                    | Номинация           |
| Голливудский кинофестиваль                         | 2004                | Прорыв года (жен.)                                 |                                                    | Награда             |
| Irish Film and Television Awards                   | 2004                | Лучшая иностранная актриса                         | Пираты Карибского моря: Проклятие Чёрной жемчужины | Награда             |
| Irish Film and Television Awards                   | 2008                | Лучшая иностранная актриса                         | Искупление                                         | Номинация           |
| Kids’ Choice Awards                                | 2006                | Любимая кинозвезда (жен.)                          | Пираты Карибского моря: Сундук мертвеца            | Номинация           |
| Kids’ Choice Awards                                | 2007                | Любимая кинозвезда (жен.)                          | Пираты Карибского моря: На краю света              | Номинация           |
| Премия Лондонского кружка кинокритиков             | 2003                | Британский новичок года                            | Играй как Бекхэм                                   | Награда             |
| Премия Лондонского кружка кинокритиков             | 2006                | Британская актриса года                            | Гордость и предубеждение                           | Номинация           |
| Премия Лондонского кружка кинокритиков             | 2008                | Британская актриса года                            | Искупление                                         | Номинация           |
| MTV Movie Awards                                   | 2003                | Лучший трансатлантический прорыв (жен.)            |                                                    | Номинация           |
| MTV Movie Awards                                   | 2004                | Прорыв года (жен.)                                 | Пираты Карибского моря: Проклятие Чёрной жемчужины | Номинация           |
| MTV Movie Awards                                   | 2007                | Лучшее исполнение                                  | Пираты Карибского моря: Сундук мертвеца            | Номинация           |
| MTV Movie Awards                                   | 2008                | Лучшее исполнение (жен.)                           | Пираты Карибского моря: На краю света              | Номинация           |
| National Movie Awards                              | 2007                | Лучшее исполнение (жен.)                           | Пираты Карибского моря: На краю света              | Номинация           |
| Online Film Critics Society Awards                 | 2004                | Лучший прорыв                                      | Играй как Бекхэм                                   | Номинация           |
| Online Film Critics Society Awards                 | 2006                | Лучшая актриса                                     | Гордость и предубеждение                           | Номинация           |
| Выбор народа                                       | 2005                | Любимая кинозвезда (жен.)                          |                                                    | Номинация           |
| Выбор народа                                       | 2007                | Любимая кинопара                                   | Пираты Карибского моря: Сундук мертвеца            | Награда             |
| Выбор народа                                       | 2008                | Любимая кинозвезда (жен.)                          |                                                    | Награда             |
| Выбор народа                                       | 2009                | Любимая кинозвезда (жен.)                          |                                                    | Номинация           |
| Phoenix Film Critics Society Awards                | 2004                | Лучший актёрский состав                            | Реальная любовь                                    | Номинация           |
| Phoenix Film Critics Society Awards                | 2004                | Прорыв года на экране                              | Играй как Бекхэм                                   | Номинация           |
| Phoenix Film Critics Society Awards                | 2004                |                                                    | Пираты Карибского моря: Проклятие Чёрной жемчужины | Номинация           |
| Rembrandt Awards                                   | 2008                | Лучшая иностранная актриса                         | Искупление                                         | Награда             |
| Спутник                                            | 2005                | Лучшая актриса в комедии или мюзикле               | Гордость и предубеждение                           | Номинация           |
| Спутник                                            | 2007                | Лучшая актриса в драме                             | Искупление                                         | Номинация           |
| Спутник                                            | 2012                | Лучшая актриса                                     | Анна Каренина                                      | Номинация           |
| Спутник                                            | 2014                | Лучшая актриса второго плана                       | Игра в имитацию                                    | Номинация           |
| Премия Гильдии киноактёров США                     | 2015                | Лучшая актриса второстепенной роли                 | Игра в имитацию                                    | Номинация           |
| Teen Choice Awards                                 | 2004                | Прорыв года (кино, жен.)                           | Пираты Карибского моря: Проклятие Чёрной жемчужины | Номинация           |
| Teen Choice Awards                                 | 2004                | Поцелуй на экране                                  | Пираты Карибского моря: Проклятие Чёрной жемчужины | Награда             |
| Teen Choice Awards                                 | 2004                | Любовная линия                                     | Пираты Карибского моря: Проклятие Чёрной жемчужины | Награда             |
| Teen Choice Awards                                 | 2005                | Лучшая актриса (Экшн, приключения)                 | Король Артур                                       | Номинация           |
| Teen Choice Awards                                 | 2006                | Лучшая актриса (Драма, экшн)                       | Гордость и предубеждение                           | Награда             |
| Teen Choice Awards                                 | 2006                | Hissy fit                                          | Пираты Карибского моря: Сундук мертвеца            | Награда             |
| Teen Choice Awards                                 | 2006                | Крик                                               | Пираты Карибского моря: Сундук мертвеца            | Награда             |
| Teen Choice Awards                                 | 2007                | Поцелуй на экране                                  | Пираты Карибского моря: Сундук мертвеца            | Награда             |
| Teen Choice Awards                                 | 2007                | Актриса кино (экшн, приключения)                   | Пираты Карибского моря: На краю света              | Награда             |
| Teen Choice Awards                                 | 2008                | Актриса кино (драма)                               | Искупление                                         | Награда             |
| Visual Effects Society Awards                      | 2004                | Выдающееся исполнение в фильме со спецэффектами    | Пираты Карибского моря: Проклятие Чёрной жемчужины | Номинация           |
| Washington DC Area Film Critics Association Awards | 2005                | Лучшая актриса                                     | Гордость и предубеждение                           | Номинация           |